# Liste der Nummer-eins-Hits in Neuseeland (2006)
Dies ist eine Liste der Nummer-eins-Hits in Neuseeland im Jahr 2006. Sie basiert auf den offiziellen Single und Albums Top 40, die im Auftrag von Recorded Music NZ, dem neuseeländischen Vertreter der IFPI, ermittelt werden. Es gab in diesem Jahr 20 Nummer-eins-Singles und 25 Nummer-eins-Alben.

## Singles
| ← 2005 ← | Liste der Nummer-eins-Hits in Neuseeland | Liste der Nummer-eins-Hits in Neuseeland | Liste der Nummer-eins-Hits in Neuseeland | 2007 →                    |
| \| Zeitraum \| Wo. ges. \| Interpret \| Titel Autor(en) \| Zusätzliche Informationen \| \| (Zeitraum, Wochen auf Platz eins, Interpret, Titel, Autor[en], zusätzliche Informationen) \| \| \| \| \| \| ----------------------------------------------------------------------------------------- \| -------- \| ----------------------------------- \| ----------------------------- \| ------------------------- \| \| 5. Dezember 2005 – 1. Januar 2006 4 Wochen \| 4 \| Crazy Frog \| Jingle Bells / Last Christmas \| – \| \| 2. Januar 2006 – 8. Januar 2006 1 Woche (insgesamt 2) \| 2 \| The Pussycat Dolls \| Stickwitu \| – \| \| 9. Januar 2006 – 15. Januar 2006 1 Woche (insgesamt 2) \| 2 \| The Black Eyed Peas \| My Humps \| – \| \| 16. Januar 2006 – 22. Januar 2006 1 Woche (insgesamt 2) \| 2 \| The Pussycat Dolls \| Stickwitu \| – \| \| 23. Januar 2006 – 12. Februar 2006 3 Wochen \| 3 \| Sugababes \| Push the Button \| – \| \| 13. Februar 2006 – 12. März 2006 4 Wochen \| 4 \| Chris Brown feat. Juelz Santana \| Run It! \| – \| \| 13. März 2006 – 26. März 2006 2 Wochen \| 2 \| Beyoncé feat. Slim Thug \| Check on It \| – \| \| 27. März 2006 – 14. Mai 2006 7 Wochen \| 7 \| The Pussycat Dolls feat. Will.i.am \| Beep \| – \| \| 15. Mai 2006 – 21. Mai 2006 1 Woche \| 1 \| Busta Rhymes \| Touch It \| – \| \| 22. Mai 2006 – 28. Mai 2006 1 Woche \| 1 \| Shakira feat. Wyclef Jean \| Hips Don’t Lie \| – \| \| 29. Mai 2006 – 16. Juli 2006 7 Wochen \| 7 \| Gnarls Barkley \| Crazy \| – \| \| 17. Juli 2006 – 23. Juli 2006 1 Woche \| 1 \| The Pussycat Dolls feat. Snoop Dogg \| Buttons \| – \| \| 24. Juli 2006 – 27. August 2006 5 Wochen \| 5 \| Nelly Furtado feat. Timbaland \| Promiscuous \| – \| \| 28. August 2006 – 1. Oktober 2006 5 Wochen (insgesamt 7) \| 7 \| Justin Timberlake \| SexyBack \| – \| \| 2. Oktober 2006 – 8. Oktober 2006 1 Woche \| 1 \| Fergie \| London Bridge \| – \| \| 9. Oktober 2006 – 15. Oktober 2006 1 Woche \| 1 \| Boyband \| You Really Got Me \| – \| \| 16. Oktober 2006 – 29. Oktober 2006 2 Wochen (insgesamt 7) \| 7 \| Justin Timberlake \| SexyBack \| – \| \| 30. Oktober 2006 – 5. November 2006 1 Woche \| 1 \| James Morrison \| You Give Me Something \| – \| \| 6. November 2006 – 12. November 2006 1 Woche \| 1 \| Matt Saunoa \| Hold Out \| – \| \| 13. November 2006 – 10. Dezember 2006 4 Wochen (insgesamt 5) \| 5 \| Justin Timberlake feat. T.I. \| My Love \| – \| \| 11. Dezember 2006 – 17. Dezember 2006 1 Woche \| 1 \| Beyoncé \| Irreplaceable \| – \| \| 18. Dezember 2006 – 24. Dezember 2006 1 Woche (insgesamt 5) \| 5 \| Justin Timberlake feat. T.I. \| My Love \| – \| \| 25. Dezember 2006 – 7. Januar 2007 2 Wochen \| 2 \| Gwen Stefani \| Wind It Up \| – \| |                                          |                                          |                                          |                           |
| ← 2005 |                                          |                                          |                                          | → 2007 →                  |
| Zeitraum | Wo. ges.                                 | Interpret                                | Titel Autor(en)                          | Zusätzliche Informationen |
| (Zeitraum, Wochen auf Platz eins, Interpret, Titel, Autor[en], zusätzliche Informationen) |                                          |                                          |                                          |                           |
| 5. Dezember 2005 – 1. Januar 2006 4 Wochen | 4                                        | Crazy Frog                               | Jingle Bells / Last Christmas            | –                         |
| 2. Januar 2006 – 8. Januar 2006 1 Woche (insgesamt 2) | 2                                        | The Pussycat Dolls                       | Stickwitu                                | –                         |
| 9. Januar 2006 – 15. Januar 2006 1 Woche (insgesamt 2) | 2                                        | The Black Eyed Peas                      | My Humps                                 | –                         |
| 16. Januar 2006 – 22. Januar 2006 1 Woche (insgesamt 2) | 2                                        | The Pussycat Dolls                       | Stickwitu                                | –                         |
| 23. Januar 2006 – 12. Februar 2006 3 Wochen | 3                                        | Sugababes                                | Push the Button                          | –                         |
| 13. Februar 2006 – 12. März 2006 4 Wochen | 4                                        | Chris Brown feat. Juelz Santana          | Run It!                                  | –                         |
| 13. März 2006 – 26. März 2006 2 Wochen | 2                                        | Beyoncé feat. Slim Thug                  | Check on It                              | –                         |
| 27. März 2006 – 14. Mai 2006 7 Wochen | 7                                        | The Pussycat Dolls feat. Will.i.am       | Beep                                     | –                         |
| 15. Mai 2006 – 21. Mai 2006 1 Woche | 1                                        | Busta Rhymes                             | Touch It                                 | –                         |
| 22. Mai 2006 – 28. Mai 2006 1 Woche | 1                                        | Shakira feat. Wyclef Jean                | Hips Don’t Lie                           | –                         |
| 29. Mai 2006 – 16. Juli 2006 7 Wochen | 7                                        | Gnarls Barkley                           | Crazy                                    | –                         |
| 17. Juli 2006 – 23. Juli 2006 1 Woche | 1                                        | The Pussycat Dolls feat. Snoop Dogg      | Buttons                                  | –                         |
| 24. Juli 2006 – 27. August 2006 5 Wochen | 5                                        | Nelly Furtado feat. Timbaland            | Promiscuous                              | –                         |
| 28. August 2006 – 1. Oktober 2006 5 Wochen (insgesamt 7) | 7                                        | Justin Timberlake                        | SexyBack                                 | –                         |
| 2. Oktober 2006 – 8. Oktober 2006 1 Woche | 1                                        | Fergie                                   | London Bridge                            | –                         |
| 9. Oktober 2006 – 15. Oktober 2006 1 Woche | 1                                        | Boyband                                  | You Really Got Me                        | –                         |
| 16. Oktober 2006 – 29. Oktober 2006 2 Wochen (insgesamt 7) | 7                                        | Justin Timberlake                        | SexyBack                                 | –                         |
| 30. Oktober 2006 – 5. November 2006 1 Woche | 1                                        | James Morrison                           | You Give Me Something                    | –                         |
| 6. November 2006 – 12. November 2006 1 Woche | 1                                        | Matt Saunoa                              | Hold Out                                 | –                         |
| 13. November 2006 – 10. Dezember 2006 4 Wochen (insgesamt 5) | 5                                        | Justin Timberlake feat. T.I.             | My Love                                  | –                         |
| 11. Dezember 2006 – 17. Dezember 2006 1 Woche | 1                                        | Beyoncé                                  | Irreplaceable                            | –                         |
| 18. Dezember 2006 – 24. Dezember 2006 1 Woche (insgesamt 5) | 5                                        | Justin Timberlake feat. T.I.             | My Love                                  | –                         |
| 25. Dezember 2006 – 7. Januar 2007 2 Wochen | 2                                        | Gwen Stefani                             | Wind It Up                               | –                         |

## Alben
| ← 2005 ← | Liste der Nummer-eins-Hits in Neuseeland | Liste der Nummer-eins-Hits in Neuseeland | Liste der Nummer-eins-Hits in Neuseeland               | 2007 →                    |
| \| Zeitraum \| Wo. ges. \| Interpret \| Titel \| Zusätzliche Informationen \| \| (Zeitraum, Wochen auf Platz eins, Interpret, Titel, zusätzliche Informationen) \| \| \| \| \| \| ------------------------------------------------------------------------------ \| -------- \| ------------------------ \| ------------------------------------------------------ \| ------------------------- \| \| 12. Dezember 2005 – 8. Januar 2006 4 Wochen \| 4 \| Eminem \| Curtain Call: The Hits \| – \| \| 9. Januar 2006 – 26. Februar 2006 7 Wochen (insgesamt 10) \| 10 \| Fat Freddys Drop \| Based on a True Story \| – \| \| 27. Februar 2006 – 5. März 2006 1 Woche \| 1 \| Jack Johnson and Friends \| Sing-A-Longs and Lullabies for the Film Curious George \| – \| \| 6. März 2006 – 26. März 2006 3 Wochen (insgesamt 12) \| 12 \| James Blunt \| Back to Bedlam \| – \| \| 27. März 2006 – 2. April 2006 1 Woche \| 1 \| Ben Harper \| Both Sides of the Gun \| – \| \| 3. April 2006 – 9. April 2006 1 Woche (insgesamt 12) \| 12 \| James Blunt \| Back to Bedlam \| – \| \| 10. April 2006 – 16. April 2006 1 Woche \| 1 \| Yulia \| Montage \| – \| \| 17. April 2006 – 23. April 2006 1 Woche (insgesamt 12) \| 12 \| James Blunt \| Back to Bedlam \| – \| \| 24. April 2006 – 7. Mai 2006 2 Wochen \| 2 \| Nickelback \| All the Right Reasons \| – \| \| 8. Mai 2006 – 14. Mai 2006 1 Woche \| 1 \| Tool \| 10,000 Days \| – \| \| 15. Mai 2006 – 21. Mai 2006 1 Woche (insgesamt 12) \| 12 \| James Blunt \| Back to Bedlam \| – \| \| 22. Mai 2006 – 4. Juni 2006 2 Wochen (insgesamt 3) \| 3 \| Red Hot Chili Peppers \| Stadium Arcadium \| – \| \| 5. Juni 2006 – 11. Juni 2006 1 Woche \| 1 \| Blindspott \| End the Silence \| – \| \| 12. Juni 2006 – 18. Juni 2006 1 Woche (insgesamt 2) \| 2 \| The Pussycat Dolls \| PCD \| – \| \| 18. Juni 2006 – 2. Juli 2006 3 Wochen \| 3 \| Gnarls Barkley \| St. Elsewhere \| – \| \| 3. Juli 2006 – 9. Juli 2006 1 Woche (insgesamt 2) \| 2 \| The Pussycat Dolls \| PCD \| – \| \| 10. Juli 2006 – 16. Juli 2006 1 Woche (insgesamt 3) \| 3 \| Red Hot Chili Peppers \| Stadium Arcadium \| – \| \| 17. Juli 2006 – 23. Juli 2006 1 Woche \| 1 \| Nelly Furtado \| Loose \| – \| \| 24. Juli 2006 – 27. August 2006 5 Wochen \| 5 \| The Black Seeds \| Into the Dojo \| – \| \| 28. August 2006 – 3. September 2006 1 Woche \| 1 \| (Soundtrack) \| High School Musical \| – \| \| 4. September 2006 – 10. September 2006 1 Woche \| 1 \| Bob Dylan \| Modern Times \| – \| \| 11. September 2006 – 17. September 2006 1 Woche \| 1 \| Audioslave \| Revelations \| – \| \| 18. September 2006 – 8. Oktober 2006 3 Wochen \| 3 \| Snow Patrol \| Eyes Open \| – \| \| 9. Oktober 2006 – 15. Oktober 2006 1 Woche \| 1 \| The Killers \| Sam’s Town \| – \| \| 16. Oktober 2006 – 29. Oktober 2006 2 Wochen \| 2 \| Rod Stewart \| Still the Same … Great Rock Classics of Our Time \| – \| \| 30. Oktober 2006 – 12. November 2006 2 Wochen \| 2 \| My Chemical Romance \| The Black Parade \| – \| \| 13. November 2006 – 19. November 2006 1 Woche \| 1 \| Foo Fighters \| Skin and Bones \| – \| \| 20. November 2006 – 26. November 2006 1 Woche \| 1 \| The Feelers \| One World \| – \| \| 27. November 2006 – 10. Dezember 2006 2 Wochen (insgesamt 4) \| 4 \| U2 \| 18 Singles \| – \| \| 11. Dezember 2006 – 17. Dezember 2006 1 Woche \| 1 \| Brooke Fraser \| Albertine \| – \| \| 18. Dezember 2006 – 31. Dezember 2006 2 Wochen (insgesamt 4) \| 4 \| U2 \| 18 Singles \| – \| |                                          |                                          |                                                        |                           |
| ← 2005 |                                          |                                          |                                                        | → 2007 →                  |
| Zeitraum | Wo. ges.                                 | Interpret                                | Titel                                                  | Zusätzliche Informationen |
| (Zeitraum, Wochen auf Platz eins, Interpret, Titel, zusätzliche Informationen) |                                          |                                          |                                                        |                           |
| 12. Dezember 2005 – 8. Januar 2006 4 Wochen | 4                                        | Eminem                                   | Curtain Call: The Hits                                 | –                         |
| 9. Januar 2006 – 26. Februar 2006 7 Wochen (insgesamt 10) | 10                                       | Fat Freddys Drop                         | Based on a True Story                                  | –                         |
| 27. Februar 2006 – 5. März 2006 1 Woche | 1                                        | Jack Johnson and Friends                 | Sing-A-Longs and Lullabies for the Film Curious George | –                         |
| 6. März 2006 – 26. März 2006 3 Wochen (insgesamt 12) | 12                                       | James Blunt                              | Back to Bedlam                                         | –                         |
| 27. März 2006 – 2. April 2006 1 Woche | 1                                        | Ben Harper                               | Both Sides of the Gun                                  | –                         |
| 3. April 2006 – 9. April 2006 1 Woche (insgesamt 12) | 12                                       | James Blunt                              | Back to Bedlam                                         | –                         |
| 10. April 2006 – 16. April 2006 1 Woche | 1                                        | Yulia                                    | Montage                                                | –                         |
| 17. April 2006 – 23. April 2006 1 Woche (insgesamt 12) | 12                                       | James Blunt                              | Back to Bedlam                                         | –                         |
| 24. April 2006 – 7. Mai 2006 2 Wochen | 2                                        | Nickelback                               | All the Right Reasons                                  | –                         |
| 8. Mai 2006 – 14. Mai 2006 1 Woche | 1                                        | Tool                                     | 10,000 Days                                            | –                         |
| 15. Mai 2006 – 21. Mai 2006 1 Woche (insgesamt 12) | 12                                       | James Blunt                              | Back to Bedlam                                         | –                         |
| 22. Mai 2006 – 4. Juni 2006 2 Wochen (insgesamt 3) | 3                                        | Red Hot Chili Peppers                    | Stadium Arcadium                                       | –                         |
| 5. Juni 2006 – 11. Juni 2006 1 Woche | 1                                        | Blindspott                               | End the Silence                                        | –                         |
| 12. Juni 2006 – 18. Juni 2006 1 Woche (insgesamt 2) | 2                                        | The Pussycat Dolls                       | PCD                                                    | –                         |
| 18. Juni 2006 – 2. Juli 2006 3 Wochen | 3                                        | Gnarls Barkley                           | St. Elsewhere                                          | –                         |
| 3. Juli 2006 – 9. Juli 2006 1 Woche (insgesamt 2) | 2                                        | The Pussycat Dolls                       | PCD                                                    | –                         |
| 10. Juli 2006 – 16. Juli 2006 1 Woche (insgesamt 3) | 3                                        | Red Hot Chili Peppers                    | Stadium Arcadium                                       | –                         |
| 17. Juli 2006 – 23. Juli 2006 1 Woche | 1                                        | Nelly Furtado                            | Loose                                                  | –                         |
| 24. Juli 2006 – 27. August 2006 5 Wochen | 5                                        | The Black Seeds                          | Into the Dojo                                          | –                         |
| 28. August 2006 – 3. September 2006 1 Woche | 1                                        | (Soundtrack)                             | High School Musical                                    | –                         |
| 4. September 2006 – 10. September 2006 1 Woche | 1                                        | Bob Dylan                                | Modern Times                                           | –                         |
| 11. September 2006 – 17. September 2006 1 Woche | 1                                        | Audioslave                               | Revelations                                            | –                         |
| 18. September 2006 – 8. Oktober 2006 3 Wochen | 3                                        | Snow Patrol                              | Eyes Open                                              | –                         |
| 9. Oktober 2006 – 15. Oktober 2006 1 Woche | 1                                        | The Killers                              | Sam’s Town                                             | –                         |
| 16. Oktober 2006 – 29. Oktober 2006 2 Wochen | 2                                        | Rod Stewart                              | Still the Same … Great Rock Classics of Our Time       | –                         |
| 30. Oktober 2006 – 12. November 2006 2 Wochen | 2                                        | My Chemical Romance                      | The Black Parade                                       | –                         |
| 13. November 2006 – 19. November 2006 1 Woche | 1                                        | Foo Fighters                             | Skin and Bones                                         | –                         |
| 20. November 2006 – 26. November 2006 1 Woche | 1                                        | The Feelers                              | One World                                              | –                         |
| 27. November 2006 – 10. Dezember 2006 2 Wochen (insgesamt 4) | 4                                        | U2                                       | 18 Singles                                             | –                         |
| 11. Dezember 2006 – 17. Dezember 2006 1 Woche | 1                                        | Brooke Fraser                            | Albertine                                              | –                         |
| 18. Dezember 2006 – 31. Dezember 2006 2 Wochen (insgesamt 4) | 4                                        | U2                                       | 18 Singles                                             | –                         |